# XUnit
xUnit é o nome genérico para qualquer estrutura de testes automáticos unitários. O teste unitário ou de unidade é um processo que consiste na verificação da menor unidade do projecto de software.
Em sistemas construídos com uso de linguagens orientadas a objetos, um teste envia uma mensagem a um método, uma classe ou mesmo um objeto e verifica se tem o retorno previsto.
O teste unitário é da responsabilidade do próprio programador durante a implementação, isto é, após codificar uma classe, por exemplo, seria executado o teste de unidade.
Geralmente, um teste de unidade executa um método individualmente e compara uma saída conhecida após o processamento da mesma. O teste unitário é considerado o primeiro de uma cadeia de testes à qual um software pode ser submetido, nesta fase, não se pretende testar toda a funcionalidade de uma aplicação.
Sendo  um  processo  fundamental  no  desenvolvimento  de  uma  aplicação,  o  teste  de 
software  para  ser  considerado  tem  de  apresentar  características  tais  como:  ser 
operável,  observável,  controlável,  ter  decomposição,  simplicidade,  estabilidade  e 
compreensão, um bom  teste é aquele que  tem uma elevada probabilidade de  revelar 
um  erro,  e  um  teste  para  ser  bem  sucedido  é  aquele  que  revele  erros  ainda  não 
revelados. 
Estes testes têm de ser sempre documentados e reproduzíveis. 
A  vantagem  deste  tipo  de  testes  é  que  é  feito  sobre  um módulo  (classe). Após  a 
escrita  do  código  escreve-se  o  teste,  ou,  primeiro  o  teste  e  depois  o  código, 
dependendo  do  programador.  Esta  técnica  permite  que  o  teste  encontre erros mais 
facilmente, visto que testa por classes, em vez de o fazer ao código completo. 
O  tempo  de debug  tem  tendência  a  decrescer,  o  trabalho  também,  o que  implica a 
redução do custo total de desenvolvimento do software. 
A  importância  do  xUnit  na  engenharia  de  software  é  elevada,  pois  com  esta 
ferramenta podemos efectuar  testes de melhor qualidade, comparados com os  testes 
convencionais,  isto  é,  podemos  observar mais  facilmente  os  erros,  e  verificar  com 
melhor fiabilidade os valores das nossas variáveis e funções. Este tipo de ferramentas 
tem  como  objectivo  fazer  testes  para  que  se  possa  confirmar  a  boa  qualidade  do 
projecto, de forma a obter maior confiança no final. 